# Francisco Loiácono
Francisco Loiácono (La Plata, provincia de Buenos Aires, Argentina, 11 de diciembre de 1945-10 de julio de 2024) fue un futbolista ítaloargentino. Jugaba de delantero.

## Trayectoria
Loiácono llegó al Vicenza proveniente de Gimnasia y Esgrima La Plata en 1957 para luego seguir su carrera en Fiorentina y posteriormente en la Roma (donde trabajaba como observador al fallecer), a la que llegó en 1960 y hasta 1964 para ser cedido a la Sampdoria. Sus últimos clubes fueron Alessandria y Legnano, donde se retiró. También trabajó como director técnico, dirigiendo varios equipos regionales. Loiácono es el noveno artillero argentino en la historia del fútbol italiano con 70 goles. Una de sus cualidades era la impresionante pegada.
Loiácono falleció en Palombara Sabina, el 19 de septiembre de 2002 a los 67 años de edad, debido a complicaciones de una operación de pulmón.

## Clubes
Francisco (Pancho) Loiácono se inició en las divisiones inferiores de San Lorenzo de Almagro,llegando a jugar en Primera División. Luego pasó a GE de La Plata. Nació en Ciudad de Buenos Aires (Barrio de Liniers.
- 19??-1953	San Lorenzo San Lorenzo
- 1953-1954	San Lorenzo San Lorenzo	6 (0)
- 1955-1956	Gimnasia LP Gimnasia LP	51 (29)
- 1956-1957	L.R. Vicenza L.R. Vicenza	18 (11)
- 1957-1960	Fiorentina Fiorentina	91 (32)
- 1960-1963	Roma Roma	56 (22)
- 1963-1964	Fiorentina Fiorentina	18 (4)
- 1964-1965	Sampdoria Sampdoria	25 (1)
- 1965-1969	Alessandria Alessandria	95 (33)
- 1969-1970	Legnano Legnano	12 (3)